# Soualiho Meïté
Soualiho Meïté (Parijs, 17 maart 1994) is een Frans voetballer die doorgaans speelt als middenvelder. Hij verruilde AS Monaco in juli 2018 voor Torino FC.

## Clubcarrière
Meïté sloot zich op twaalfjarige leeftijd aan bij Auxerre. Daarvoor speelde hij bij Gobelins en Vincennes. Op 14 maart 2011 tekende hij zijn eerste profcontract. Op 20 november 2011 maakte hij zijn profdebuut tegen Valenciennes. Op 29 januari 2013 tekende hij een contract voor vierenhalf jaar bij Lille, dat een bedrag van circa anderhalf miljoen euro op tafel legde voor de defensieve middenvelder. Les Dogues lieten Meïté wel het seizoen afmaken bij Auxerre. In januari 2016 wordt hij uitgeleend met aankoopoptie aan het Belgische Zulte Waregem. In de zomer van 2017 verkaste Meïté naar AS Monaco, waar hij tekende voor vijf seizoenen. In de eerste seizoenshelft kwam hij in twee duels in actie en in de winterstop huurde Girondins de Bordeaux hem voor het restant van het seizoen.

## Clubstatistieken
| Seizoen | Club                    | Competitie    | Competitie | Competitie | Beker | Beker | Internationaal | Internationaal | Totaal | Totaal |
| Seizoen | Club                    | Competitie    | Wed.       | Dlp.       | Wed.  | Dlp.  | Wed.           | Dlp.           | Wed.   | Dlp.   |
| ------- | ----------------------- | ------------- | ---------- | ---------- | ----- | ----- | -------------- | -------------- | ------ | ------ |
| 2011/12 | Auxerre                 | Ligue 1       | 2          | 0          | 0     | 0     | —              | —              | 2      | 0      |
| 2012/13 | Auxerre                 | Ligue 2       | 20         | 1          | 2     | 1     | —              | —              | 22     | 2      |
| 2013/14 | Lille                   | Ligue 1       | 19         | 0          | 4     | 0     | —              | —              | 23     | 0      |
| 2014/15 | Lille                   | Ligue 1       | 8          | 0          | 3     | 0     | 3              | 0              | 14     | 0      |
| 2015/16 | Lille                   | Ligue 1       | 3          | 0          | 1     | 0     | —              | —              | 6      | 1      |
| 2015/16 | → Zulte Waregem         | Eerste klasse | 12         | 0          | 0     | 0     | —              | —              | 12     | 0      |
| 2016/17 | → Zulte Waregem         | Eerste klasse | 40         | 1          | 6     | 1     | —              | —              | 46     | 2      |
| 2017/18 | AS Monaco               | Ligue 1       | 2          | 0          | 0     | 0     | 1              | 0              | 3      | 0      |
| 2017/18 | → Girondins de Bordeaux | Ligue 1       | 18         | 1          | 1     | 0     | —              | —              | 19     | 1      |
| 2018/19 | Torino FC               | Serie A       | 35         | 2          | 3     | 0     | –              | –              | 38     | 2      |
| 2019/20 | Torino FC               | Serie A       | 3          | 0          | 0     | 0     | 6              | 0              | 9      | 0      |
| Totaal  | Totaal                  | Totaal        | 162        | 5          | 20    | 2     | 10             | 0              | 192    | 7      |

Bijgewerkt op 17 september 2019.

## Interlandcarrière
Meïté kwam uit voor diverse Franse jeugdelftallen. Hij debuteerde in 2012 voor Frankrijk –19.

## Erelijst
| Beker van België | 1 | 2016/17 |